# Courcy (Manche)
Courcy település Franciaországban, Manche megyében. Lakosainak száma 623 fő (2022. január 1.). Courcy Cambernon, Coutances, Saint-Pierre-de-Coutances, Nicorps, Ouville és Belval községekkel határos.

## Népesség
A település népességének változása:
| Lakosok száma | 497  | 465  | 474  | 521  | 619  | 618  | 596  | 592  | 591  | 623  |
|               | 1968 | 1982 | 1990 | 2006 | 2013 | 2015 | 2017 | 2019 | 2020 | 2022 |